# Lac d'Aygue Rouye
Le Lac d'Aygue Rouye est un lac pyrénéen français situé administrativement dans la commune de Campan dans le département des Hautes-Pyrénées en région  Occitanie.
Le lac a une superficie de 1 ha pour une altitude de 1 595 m, il atteint une profondeur de 2 m.

## Toponymie
En occitan, aygue rouye signifie l'eau rouge.

## Géographie
Le lac est situé dans la vallée de Campan à une altitude de 1 595 m. Il a une superficie de 1 ha.

### Topographie
|                        |                     | Le Peyras |
| Lac de Binaros         | lac d’Aygue Rouye   |           |
| Pic du Midi de Bigorre | Pène Nère (2 069 m) |           |

## Protection environnementale
Le lac fait partie d'une zone naturelle protégée, classée ZNIEFF de type 1 et de type 2.

## Images

Sélection de vues du lac.
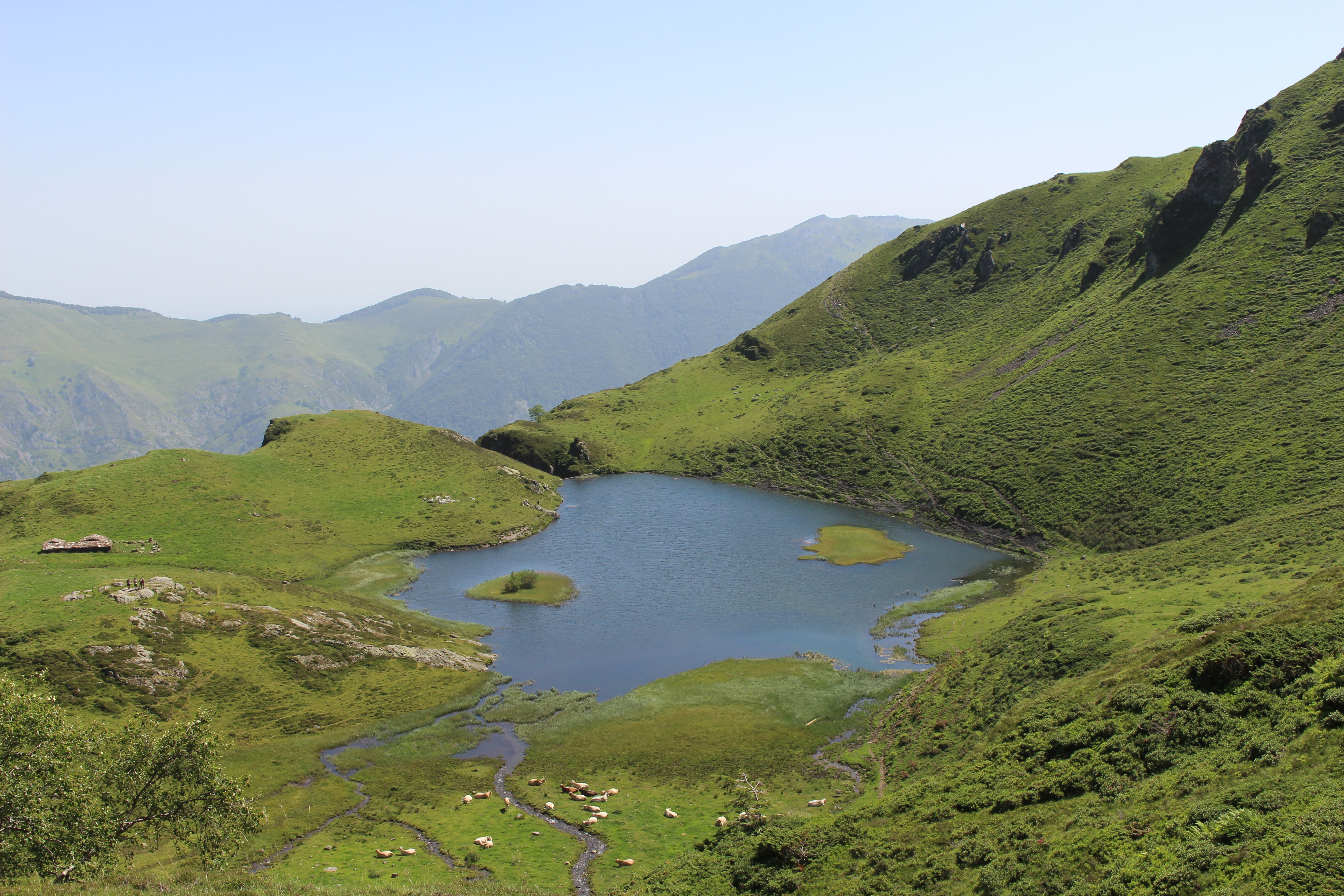
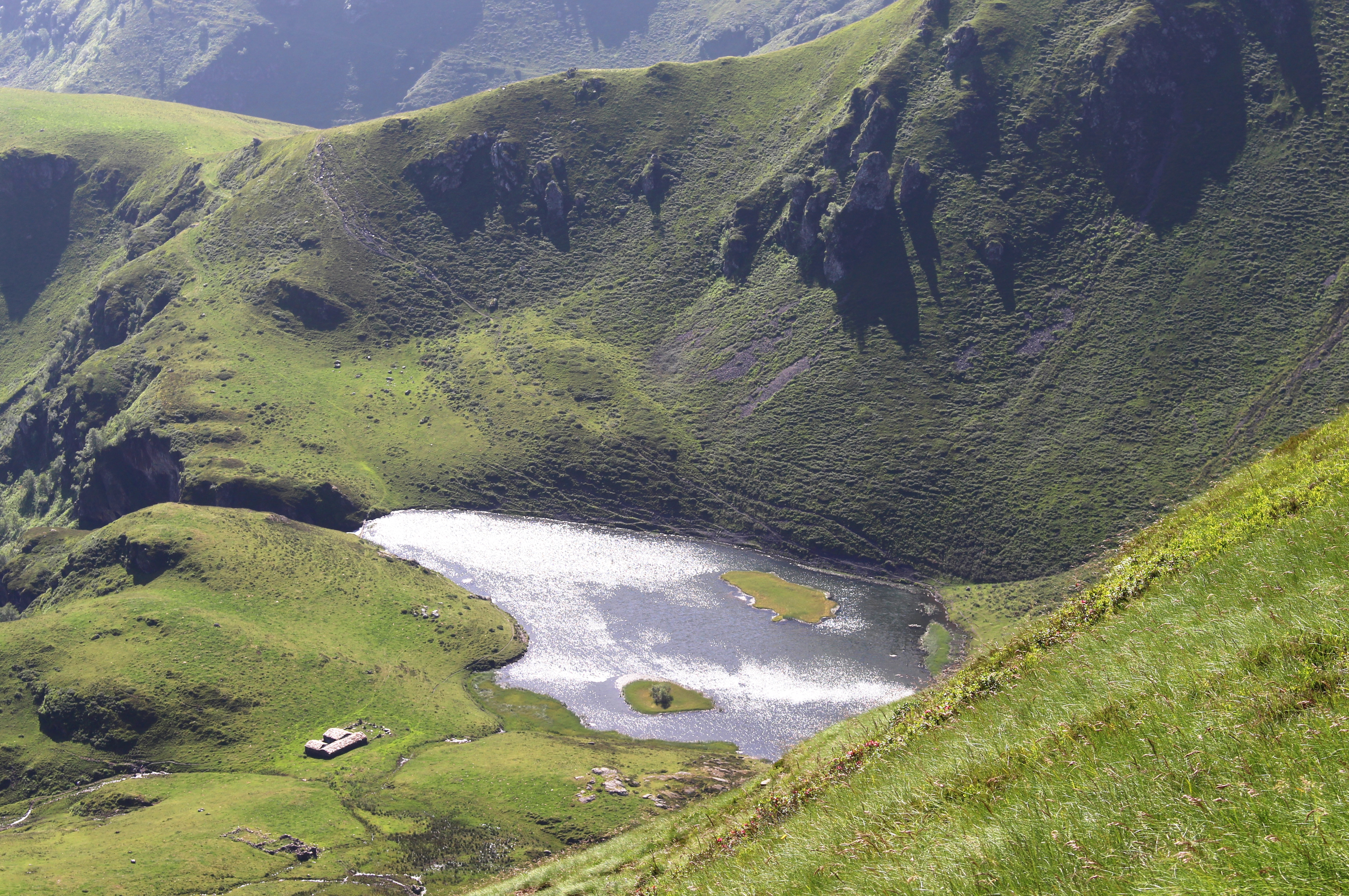
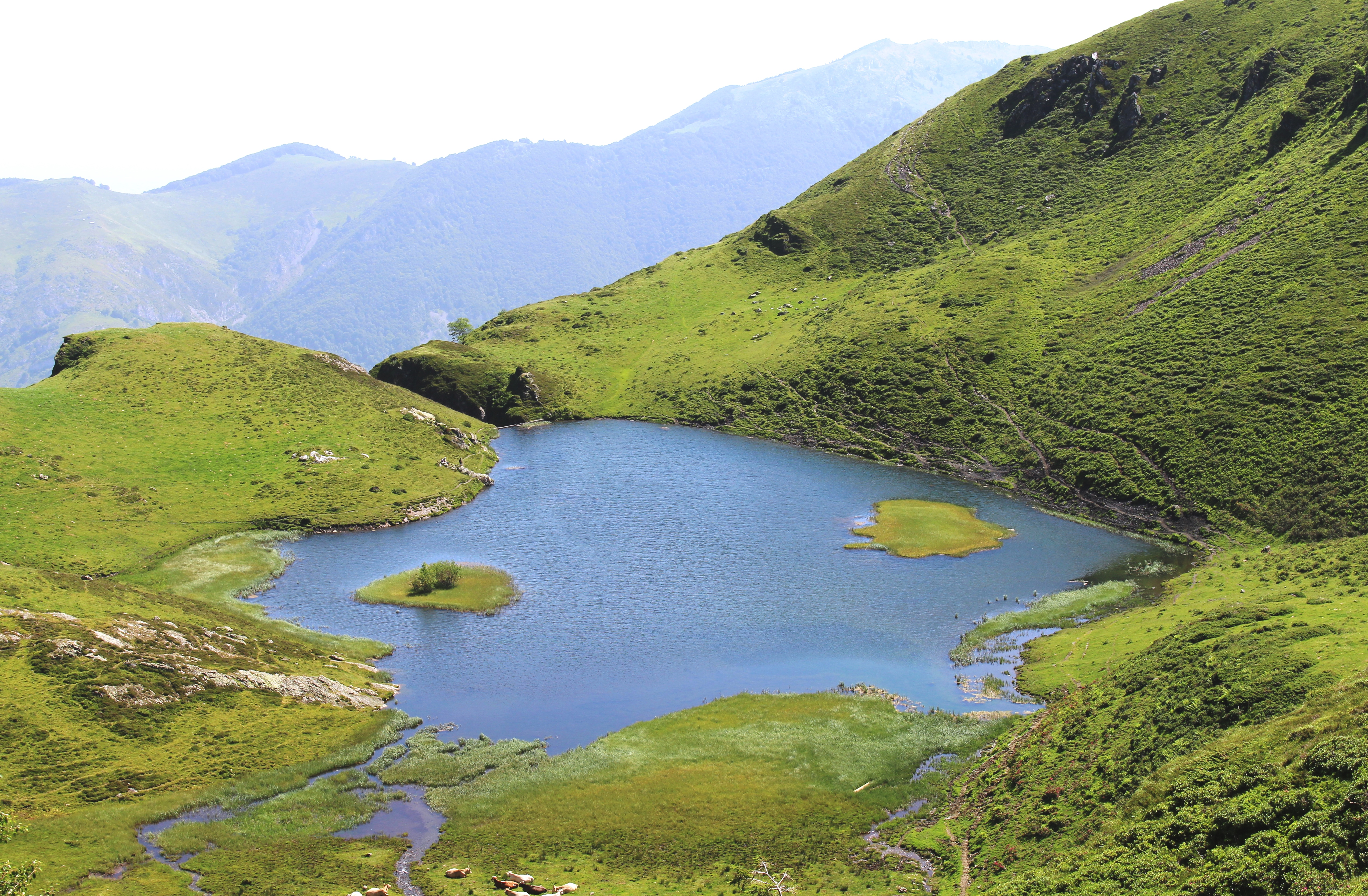
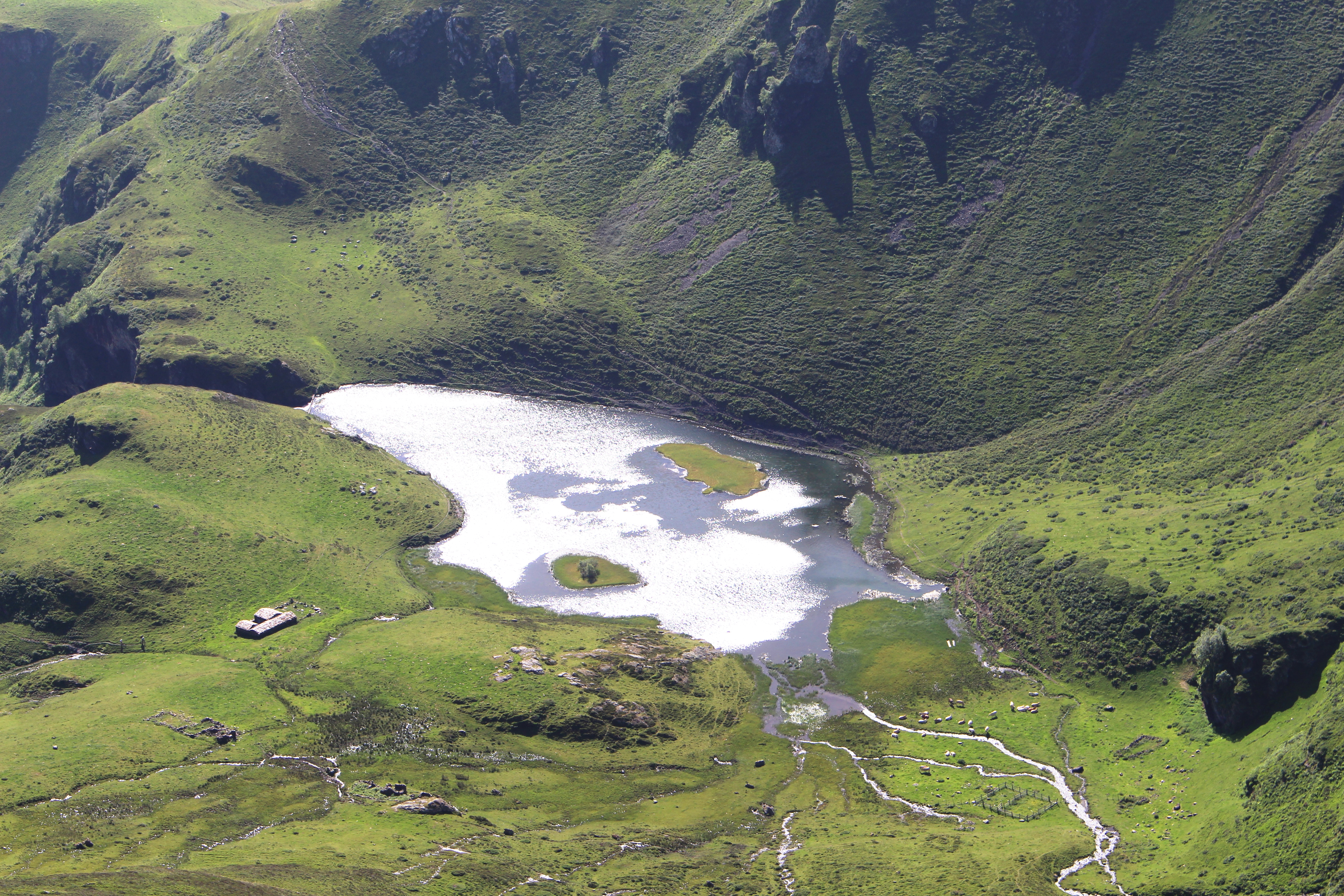